# Riodina crioeus
Riodina crioeus är en fjärilsart som beskrevs av Adalbert Seitz 1917. Riodina crioeus ingår i släktet Riodina och familjen Riodinidae. Inga underarter finns listade.